# Calliandra feioana
Calliandra feioana är en ärtväxtart som beskrevs av Stephen Andrew Renvoize. Calliandra feioana ingår i släktet Calliandra och familjen ärtväxter. Inga underarter finns listade i Catalogue of Life.